# Svjetsko prvenstvo u motociklizmu 2013. – MotoGP
Svjetsko prvenstvo u motociklizmu u klasi MotoGP za 2013. godinu je osvojio španjolski vozač Marc Márquez na motociklu Honda RC213V s momčadi Repsol Honda Team, kome je ovo bila također i prva (rookie) sezona u MotoGP klasi.  

## Korišteni motocikli
Ovo je druga sezona u kojoj su se natjecali motocikli u dvije specifikacije (kategorije) - tvorničke (engl. Prototype) i CRT (engl. Claiming Rule Teams, s motorima temeljenim na superbike motociklima). Za 2014. godinu su zamijenjeni s Factory i Open specifikacijama. 
| MotoGP (Prototype) motocikli | MotoGP (Prototype) motocikli |
| konstruktor                  | motocikl                     |
| ---------------------------- | ---------------------------- |
| Ducati                       | Desmosedici GP13             |
| Honda                        | RC213V                       |
| Yamaha                       | YZR-M1                       |

| CRT motocikli             | CRT motocikli | CRT motocikli |
| pogonska jedinica (motor) | konstruktor   | motocikl      |
| ------------------------- | ------------- | ------------- |
| Aprilia                   | ART           | GP13          |
| Aprilia                   | PBM           | 01            |
| BMW                       | Ioda-Suter    | MMX1          |
| BMW                       | S&B Suter     | MMX1          |
| Honda                     | FTR Honda     | MGP13         |
| Kawasaki                  | APR           | APR           |
| Kawasaki                  | FTR Kawasaki  | MGP13         |
| Kawasaki                  | FTR           | MGP13         |
| Suzuki                    | BCL           | GP212         |

## Raspored utrka i osvajači postolja
2013. godine je bilo na rasporedu 18 trkačih vikenda Svjetskog prvenstva i na svima su vožene utrke u klasi MotoGP.
| rb | datum               | staza                                 | utrka                           | službeni naziv utrke                                       | pole poz.     | motocikl | naj.krug        | motocikl | pobjednik       | motocikl | drugoplasirani  | motocikl | trećeplasirani  | motocikl | izvj.                                          |
| -- | ------------------- | ------------------------------------- | ------------------------------- | ---------------------------------------------------------- | ------------- | -------- | --------------- | -------- | --------------- | -------- | --------------- | -------- | --------------- | -------- | ---------------------------------------------- |
| 1  | 7. travnja 2013.    | Losail                                | VN Katara                       | Commercial Bank Grand Prix of Qatar                        | Jorge Lorenzo | Yamaha   | Jorge Lorenzo   | Yamaha   | Jorge Lorenzo   | Yamaha   | Valentino Rossi | Yamaha   | Marc Márquez    | Honda    | [ 1 ] [ 2 ] [ 3 ] [ 4 ] [ 5 ] [ 6 ] [ 7 ]      |
| 2  | 21. travnja 2013.   | Circuit of the Americas               | VN Amerika                      | Red Bull Grand Prix of the Americas                        | Marc Márquez  | Honda    | Marc Márquez    | Honda    | Marc Márquez    | Honda    | Dani Pedrosa    | Honda    | Jorge Lorenzo   | Yamaha   | [ 1 ] [ 2 ] [ 8 ] [ 9 ] [ 10 ] [ 11 ] [ 12 ]   |
| 3  | 5. svibnja 2013.    | Jerez                                 | VN Španjolske                   | Gran Premio bwin de España                                 | Jorge Lorenzo | Yamaha   | Jorge Lorenzo   | Yamaha   | Dani Pedrosa    | Honda    | Marc Márquez    | Honda    | Jorge Lorenzo   | Yamaha   | [ 1 ] [ 2 ] [ 13 ] [ 14 ] [ 15 ] [ 16 ] [ 17 ] |
| 4  | 19. svibnja 2013.   | Le Mans - Bugatti                     | VN Francuske                    | Monster Energy Grand Prix de France                        | Marc Márquez  | Honda    | Dani Pedrosa    | Honda    | Dani Pedrosa    | Honda    | Cal Crutchlow   | Yamaha   | Marc Márquez    | Honda    | [ 1 ] [ 2 ] [ 18 ] [ 19 ] [ 20 ] [ 21 ] [ 22 ] |
| 5  | 2. lipnja 2013.     | Mugello                               | VN Italije                      | Gran Premio d'Italia TIM                                   | Dani Pedrosa  | Honda    | Marc Márquez    | Honda    | Jorge Lorenzo   | Yamaha   | Dani Pedrosa    | Honda    | Cal Crutchlow   | Yamaha   | [ 1 ] [ 2 ] [ 23 ] [ 24 ] [ 25 ] [ 26 ] [ 27 ] |
| 6  | 16. lipnja 2013.    | Catalunya (Barcelona)                 | VN Katalonije                   | Gran Premi Aperol de Catalunya                             | Dani Pedrosa  | Honda    | Marc Márquez    | Honda    | Jorge Lorenzo   | Yamaha   | Dani Pedrosa    | Honda    | Marc Márquez    | Honda    | [ 1 ] [ 2 ] [ 28 ] [ 29 ] [ 30 ] [ 31 ] [ 32 ] |
| 7  | 29. lipnja 2013.    | Assen                                 | VN Nizozemske                   | Iveco TT Assen                                             | Cal Crutchlow | Yamaha   | Valentino Rossi | Yamaha   | Valentino Rossi | Yamaha   | Marc Márquez    | Honda    | Cal Crutchlow   | Yamaha   | [ 1 ] [ 2 ] [ 33 ] [ 34 ] [ 35 ] [ 36 ] [ 37 ] |
| 8  | 14. srpnja 2013.    | Sachsenring                           | VN Njemačke                     | eni Motorrad Grand Prix Deutschland                        | Marc Márquez  | Honda    | Marc Márquez    | Honda    | Marc Márquez    | Honda    | Cal Crutchlow   | Yamaha   | Valentino Rossi | Yamaha   | [ 1 ] [ 2 ] [ 38 ] [ 39 ] [ 40 ] [ 41 ] [ 42 ] |
| 9  | 21. srpnja 2013.    | Mazda Raceway (Laguna Seca)           | VN SAD-a                        | Red Bull U.S. Grand Prix                                   | Stefan Bradl  | Honda    | Marc Márquez    | Honda    | Marc Márquez    | Honda    | Stefan Bradl    | Honda    | Valentino Rossi | Yamaha   | [ 1 ] [ 2 ] [ 43 ] [ 44 ] [ 45 ] [ 46 ] [ 47 ] |
| 10 | 18. kolovoza 2013.  | Indianapolis                          | VN Indianapolisa                | Red Bull Indianapolis Grand Prix                           | Marc Márquez  | Honda    | Marc Márquez    | Honda    | Marc Márquez    | Honda    | Dani Pedrosa    | Honda    | Jorge Lorenzo   | Yamaha   | [ 1 ] [ 2 ] [ 48 ] [ 49 ] [ 50 ] [ 51 ] [ 52 ] |
| 11 | 25. kolovoza 2025.  | Brno                                  | VN Češke Republike              | bwin Grand Prix České Republiky                            | Cal Crutchlow | Yamaha   | Marc Márquez    | Honda    | Marc Márquez    | Honda    | Dani Pedrosa    | Honda    | Jorge Lorenzo   | Yamaha   | [ 1 ] [ 2 ] [ 53 ] [ 54 ] [ 55 ] [ 56 ] [ 57 ] |
| 12 | 1. rujna 2013.      | Silverstone                           | VN Britanije                    | Hertz British Grand Prix                                   | Marc Márquez  | Honda    | Dani Pedrosa    | Honda    | Jorge Lorenzo   | Yamaha   | Marc Márquez    | Honda    | Dani Pedrosa    | Honda    | [ 1 ] [ 2 ] [ 58 ] [ 59 ] [ 60 ] [ 61 ] [ 62 ] |
| 13 | 15. rujna 20136.    | Misano World Circuit Marco Simoncelli | VN San Marina i Rivijere Rimini | Gran Premio Aperol di San Marino e della Riviera di Rimini | Marc Márquez  | Honda    | Marc Márquez    | Honda    | Jorge Lorenzo   | Yamaha   | Marc Márquez    | Honda    | Dani Pedrosa    | Honda    | [ 1 ] [ 2 ] [ 63 ] [ 64 ] [ 65 ] [ 66 ] [ 67 ] |
| 14 | 29. rujna 2013.     | Motorland Aragón                      | VN Aragona                      | Gran Premio Iveco de Aragón                                | Marc Márquez  | Honda    | Dani Pedrosa    | Honda    | Marc Márquez    | Honda    | Jorge Lorenzo   | Yamaha   | Valentino Rossi | Yamaha   | [ 1 ] [ 2 ] [ 68 ] [ 69 ] [ 70 ] [ 71 ] [ 72 ] |
| 15 | 13. listopada 2013. | Sepang                                | VN Malezije                     | Shell Advance Malaysian Motorcycle                         | Marc Márquez  | Honda    | Marc Márquez    | Honda    | Dani Pedrosa    | Honda    | Marc Márquez    | Honda    | Jorge Lorenzo   | Yamaha   | [ 1 ] [ 2 ] [ 73 ] [ 74 ] [ 75 ] [ 76 ]        |
| 16 | 20. listopada 2013. | Phillip Island                        | VN Australije                   | Tissot Australian Motorcycle Grand Prix                    | Jorge Lorenzo | Yamaha   | Marc Márquez    | Honda    | Jorge Lorenzo   | Yamaha   | Dani Pedrosa    | Honda    | Valentino Rossi | Yamaha   | [ 1 ] [ 2 ] [ 77 ] [ 78 ] [ 79 ] [ 80 ] [ 81 ] |
| 17 | 27. listopada 2013. | Twin-Ring Motegi                      | VN Japana                       | AirAsia Grand Prix of Japan                                | Jorge Lorenzo | Yamaha   | Jorge Lorenzo   | Yamaha   | Jorge Lorenzo   | Yamaha   | Marc Márquez    | Honda    | Dani Pedrosa    | Honda    | [ 1 ] [ 2 ] [ 82 ] [ 83 ] [ 84 ] [ 85 ] [ 86 ] |
| 18 | 10. studenog 2013.  | Valencia (Ricardo Tormo)              | VN Zajednice Valencia           | Gran Premio Generali de la Comunitat Valenciana            | Marc Márquez  | Honda    | Dani Pedrosa    | Honda    | Jorge Lorenzo   | Yamaha   | Dani Pedrosa    | Honda    | Marc Márquez    | Honda    | [ 1 ] [ 2 ] [ 87 ] [ 88 ] [ 89 ] [ 90 ] [ 91 ] |

VN Nizozemske – također navedena kao Dutch TT, odnosno TT Assen 

VN Britanije - također navedena kao VN Velike Britanije 

VN San Marina i Rivijere Rimini - također navedena kao VN San Marina 

VN Australije - zbog problema s trošenjem guma na novom asfaltu, utrka skraćena s predviđenih 27 na 19 krugova, te su vozači tijekom utrke morali promijeniti motocikl s novim setom svježih guma 

VN Zajednice Valencia -također navedena kao VN Valencije

## Poredak za vozače
Sustav bodovanja
Bodove osvaja prvih 15 vozača u utrci. 
| pozicija u utrci | 1. | 2. | 3. | 4. | 5. | 6. | 7. | 8. | 9. | 10. | 11. | 12. | 13. | 14. | 15. |
| bodovi           | 25 | 20 | 16 | 13 | 11 | 10 | 9  | 8  | 7  | 6   | 5   | 4   | 3   | 2   | 1   |

| mj. | vozač              | konstruktor  | bm | momčad (tim)                              | motocikl                                   | spec  | bodova |
| --- | ------------------ | ------------ | -- | ----------------------------------------- | ------------------------------------------ | ----- | ------ |
| 1.  | Marc Márquez       | Honda        | 93 | Repsol Honda Team                         | Honda RC213V                               | P     | 340    |
| 2.  | Jorge Lorenzo      | Yamaha       | 99 | Yamaha Factory Racing                     | Yamaha YZR-M1                              | P     | 330    |
| 3.  | Dani Pedrosa       | Honda        | 26 | Repsol Honda Team                         | Honda RC213V                               | P     | 300    |
| 4.  | Valentino Rossi    | Yamaha       | 46 | Yamaha Factory Racing                     | Yamaha YZR-M1                              | P     | 237    |
| 5.  | Cal Crutchlow      | Yamaha       | 35 | Monster Yamaha Tech 3                     | Yamaha YZR-M1                              | P     | 188    |
| 6.  | Álvaro Bautista    | Honda        | 19 | Go&Fun Honda Gresini                      | Honda RC213V                               | P     | 171    |
| 7.  | Stefan Bradl       | Honda        | 6  | LCR Honda MotoGP                          | Honda RC213V                               | P     | 156    |
| 8.  | Andrea Dovizioso   | Ducati       | 4  | Ducati Team                               | Ducati Desmosedici GP13                    | P     | 140    |
| 9.  | Nicky Hayden       | Ducati       | 69 | Ducati Team                               | Ducati Desmosedici GP13                    | P     | 126    |
| 10. | Bradley Smith      | Yamaha       | 38 | Monster Yamaha Tech 3                     | Yamaha YZR-M1                              | P     | 116    |
| 11. | Aleix Espargaró    | ART          | 41 | Power Electronics Aspar                   | ART GP13 - Aprilia                         | CRT   | 93     |
| 12. | Andrea Iannone     | Ducati       | 29 | Energy T.I. Pramac Racing                 | Ducati Desmosedici GP13                    | P     | 57     |
| 13. | Michele Pirro      | Ducati       | 51 | Ducati Test Team Ignite Pramac Racing     | Ducati Desmosedici GP13                    | P     | 56     |
| 14. | Colin Edwards      | FTR Kawasaki | 5  | NGM Mobile Forward Racing                 | FTR Kawasaki MGP13                         | CRT   | 41     |
| 15. | Randy de Puniet    | ART          | 14 | Power Electronics Aspar                   | ART GP13 - Aprilia                         | CRT   | 36     |
| 16. | Héctor Barberá     | FTR          | 8  | Avintia Blusens                           | FTR MGP13 - Kawasaki                       | CRT   | 35     |
| 17. | Danilo Petrucci    | Ioda-Suter   | 9  | Came IodaRacing Project                   | Ioda-Suter MM1 - BMW                       | CRT   | 26     |
| 18. | Yonny Hernández    | ART Ducati   | 68 | Paul Bird Motorsport Ignite Pramac Racing | ART GP13 - Aprilia Ducati Desmosedici GP13 | CRT P | 21     |
| 19. | Claudio Corti      | FTR Kawasaki | 71 | NGM Mobile Forward Racing                 | FTR Kawasaki MGP13                         | CRT   | 14     |
| 20. | Hiroshi Aoyama     | FTR          | 7  | Avintia Blusens                           | FTR MGP13 - Kawasaki                       | CRT   | 13     |
| 21. | Ben Spies          | Ducati       | 11 | Ignite Pramac Racing                      | Ducati Desmosedici GP13                    | P     | 9      |
| 22. | Alex de Angelis    | Ducati       | 15 | Ignite Pramac Racing                      | Ducati Desmosedici GP13                    | P     | 5      |
| 22. | Katsuyuki Nakasuga | Yamaha       | 21 | Yamaha YSP Racing Team                    | Yamaha YZR-M1                              | P     | 5      |
| 24. | Karel Abraham      | ART          | 17 | Cardion AB Motoracing                     | ART GP13 - Aprilia                         | CRT   | 5      |
| 25. | Michael Laverty    | PBM ART      | 70 | Paul Bird Motorsport                      | PBM 01 - Aprilia ART GP13 - Aprilia        | CRT   | 3      |
| 26. | Bryan Staring      | FTR Honda    | 67 | Go&Fun Honda Gresini                      | FTR Honda MGP13                            | CRT   | 2      |
| 27. | Javier del Amor    | FTR          | 77 | Avintia Blusens                           | FTR MGP13 - Kawasaki                       | CRT   | 1      |

 u ljestvici vozači koji su osvojili bodove u prvenstvu 
Poredak za prvenstvo vozača motocikala CRT specifikacija
| mj. | vozač           | konstruktor  | bm | momčad (tim)              | motocikl                            | bodova |
| --- | --------------- | ------------ | -- | ------------------------- | ----------------------------------- | ------ |
| 1.  | Aleix Espargaró | ART          | 41 | Power Electronics Aspar   | ART GP13 - Aprilia                  | 93     |
| 2.  | Colin Edwards   | FTR Kawasaki | 5  | NGM Mobile Forward Racing | FTR Kawasaki MGP13                  | 41     |
| 3.  | Randy de Puniet | ART          | 14 | Power Electronics Aspar   | ART GP13 - Aprilia                  | 36     |
| 4.  | Héctor Barberá  | FTR          | 8  | Avintia Blusens           | FTR MGP13 - Kawasaki                | 35     |
| 5.  | Danilo Petrucci | Ioda-Suter   | 9  | Came IodaRacing Project   | Ioda-Suter MM1 - BMW                | 26     |
| 6.  | Claudio Corti   | FTR Kawasaki | 71 | NGM Mobile Forward Racing | FTR Kawasaki MGP13                  | 14     |
| 7.  | Hiroshi Aoyama  | FTR          | 7  | Avintia Blusens           | FTR MGP13 - Kawasaki                | 13     |
| 8.  | Yonny Hernández | ART          | 68 | Paul Bird Motorsport      | ART GP13 - Aprilia                  | 7      |
| 9.  | Karel Abraham   | ART          | 17 | Cardion AB Motoracing     | ART GP13 - Aprilia                  | 5      |
| 10. | Michael Laverty | PBM ART      | 70 | Paul Bird Motorsport      | PBM 01 - Aprilia ART GP13 - Aprilia | 3      |
| 11. | Bryan Staring   | FTR Honda    | 67 | Go&Fun Honda Gresini      | FTR Honda MGP13                     | 2      |
| 12. | Javier del Amor | FTR          | 77 | Avintia Blusens           | FTR MGP13 - Kawasaki                | 1      |

 u ljestvici vozači koji su osvojili bodove u prvenstvu 
Poredak za najboljeg novog vozača (rookie)
| mj. | vozač           | konstruktor  | bm | momčad (tim)              | motocikl                            | spec | bodova |
| --- | --------------- | ------------ | -- | ------------------------- | ----------------------------------- | ---- | ------ |
| 1.  | Marc Márquez    | Honda        | 93 | Repsol Honda Team         | Honda RC213V                        | P    | 340    |
| 2.  | Bradley Smith   | Yamaha       | 38 | Monster Yamaha Tech 3     | Yamaha YZR-M1                       | P    | 116    |
| 3.  | Andrea Iannone  | Ducati       | 29 | Energy T.I. Pramac Racing | Ducati Desmosedici GP13             | P    | 57     |
| 4.  | Claudio Corti   | FTR Kawasaki | 71 | NGM Mobile Forward Racing | FTR Kawasaki MGP13                  | CRT  | 14     |
| 5.  | Michael Laverty | PBM ART      | 70 | Paul Bird Motorsport      | PBM 01 - Aprilia ART GP13 - Aprilia | CRT  | 3      |
| 6.  | Bryan Staring   | FTR Honda    | 67 | Go&Fun Honda Gresini      | FTR Honda MGP13                     | CRT  | 2      |

 u ljestvici vozači koji su osvojili bodove u prvenstvu 

## Poredak za konstruktore
Sustav bodovanja
Bodove za proizvođača osvaja najbolje plasirani motocikl proizvođača među prvih 15 u utrci. 
| pozicija u utrci | 1. | 2. | 3. | 4. | 5. | 6. | 7. | 8. | 9. | 10. | 11. | 12. | 13. | 14. | 15. |
| bodovi           | 25 | 20 | 16 | 13 | 11 | 10 | 9  | 8  | 7  | 6   | 5   | 4   | 3   | 2   | 1   |

Honda prvak u poretku konstruktora. 
| mj. | konstruktor  | bod |     |
| --- | ------------ | --- | --- |
| 1.  | Honda        | 389 | P   |
| 2.  | Yamaha       | 381 | P   |
| 3.  | Ducati       | 155 | P   |
| 4.  | ART          | 99  | CRT |
| 5.  | FTR Kawasaki | 46  | CRT |
| 5.  | FTR          | 46  | CRT |
| 7.  | Ioda-Suter   | 26  | CRT |
| 8.  | PBM          | 3   | CRT |
| 9.  | FTR Honda    | 2   | CRT |

 u ljestvici konstruktori koji su osvojili bodove u prvenstvu 

## Poredak za momčadi (timove)
Sustav bodovanja
Bodove za timove (momčadi) osvajaju vozači tima koji su plasirani među prvih 15 u utrci, ujedno i osvajači bodova za poredak vozača. 
| pozicija u utrci | 1. | 2. | 3. | 4. | 5. | 6. | 7. | 8. | 9. | 10. | 11. | 12. | 13. | 14. | 15. |
| bodovi           | 25 | 20 | 16 | 13 | 11 | 10 | 9  | 8  | 7  | 6   | 5   | 4   | 3   | 2   | 1   |

Repsol Honda Team (tvornička momčad Honde) osvojila prvenstvo za momčadi.  
| mj. | momčad                                                       | konstruktor     | bod |       |
| --- | ------------------------------------------------------------ | --------------- | --- | ----- |
| 1.  | Repsol Honda Team                                            | Honda           | 634 | P     |
| 2.  | Yamaha Factory Racing                                        | Yamaha          | 567 | P     |
| 3.  | Monster Yamaha Tech 3                                        | Yamaha          | 304 | P     |
| 4.  | Ducati Team                                                  | Ducati          | 266 | P     |
| 5.  | Go&Fun Honda Gresini                                         | Honda FTR Honda | 173 | P CRT |
| 6.  | LCR Honda MotoGP                                             | Honda           | 156 | P     |
| 7.  | Power Electronics Aspar                                      | ART             | 129 | CRT   |
| 8.  | Pramac Racing Ignite Pramac Racing Energy T.I. Pramac Racing | Ducati          | 121 | P     |
| 9.  | NGM Mobile Forward Racing                                    | FTR Kawasaki    | 55  | CRT   |
| 10. | Avintia Blusens                                              | FTR             | 49  | CRT   |
| 11. | Came IodaRacing Project                                      | Ioda-Suter      | 26  | CRT   |
| 12. | Paul Bird Motorsport                                         | ART PBM         | 10  | CRT   |
| 13. | Cardion AB Motoracing                                        | ART             | 5   | CRT   |

 u ljestvici momčadi (timovi) koji su osvojili bodove u prvenstvu 

## Vanjske poveznice
- (engl.) motogp.com
- (fr.) pilotegpmoto.com, wayback
- (nizoz.) jumpingjack.nl, Alle Grand-Prix uitslagen en bijzonderheden, van 1973 (het jaar dat Jack begon met racen) tot heden., wayback
- (fr.) racingmemo.free.fr, LES CHAMPIONNATS DU MONDE DE VITESSE MOTO
- (engl.) motorsportstats.com, MotoGP
- (engl.) motorsportmagazine.com, World Motorcycle Championship / MotoGP
- (engl.) motorsporttop20.com, Motorcycle Championships
- (engl.) progcovers.com, Motor Racing Programme Covers / FIM Grand Prix World Championship Programmes / 500cc Class / MotoGP
- (tal.) it.wikipedia.org, Risultati del motomondiale 2013